# Lärarhögskolan i Stockholm
Lärarhögskolan i Stockholm (fokortet LHS) var et statsligt svensk universitet i Stockholm med fokus på uddannelse af lærere.
Skolen startede i 1956, og lå på Marieberg på Kungsholmen primært i området Konradsberg. Campus ligger i nærheden af tunnelbanestationen Thorildsplan og bruges stadig til uddannelse af lærer.
Fra 1. januar 2008 er LHS er en del af Stockholms Universitet.